# 育才中學（沙田）
育才中學（沙田）（英語：Sir Ellis Kadoorie Secondary School (Shatin)），是香港一所已停辦的官立中學。該校歷史可遠溯至1900年由商人埃利·嘉道理爵士與華領劉鑄伯籌建的西營盤育才書社。

## 校政管理

### 歷任校長
- 孫志誠先生（1977年-？，首任校長）
- 徐緣發先生（約於1980年代在任，第二任）
- 楊熾易先生（不遲於1990年-1996年，第三任）
- 陳耀豐先生（1996年-2001年，第四任）
- 歐陽坤先生（2001年-2003，第五任）
- 馮錦祥先生
- 李志琛先生
- 柳金霖先生
- 廖綵煥先生
- 江德霞女士（2008-2009年，末任校長）

## 歷史
1900年，香港著名慈善家埃利·嘉道理爵士，以及熱心華人社會福利事業的劉鑄伯發起興建育才書社，在上流社會和名人支持下一共籌得20餘萬元善款，而埃利·嘉道理和劉鑄伯則分別被推舉為書社主席和司理。
其後，育才書社亦名「育才小學」，並與醫院道26號的西營盤官立小學相連。1977年，香港政府為增加中學學額決定將上述兩間小學改為一間官立中學，並決定繼承育才小學之名，命名為育才中學。後來為了配合教育署將市區中學遷往新界新市鎮的計劃，育才中學（西營盤）遷往沙田區馬鞍山耀安邨，並再度改名「育才中學（沙田）」，在1989年正式啟用。原來校址則於1992年起分階段停用，以供樂善堂梁銶琚書院逐步遷入。
但是，由於沙田區的適齡學生數目大幅下降，加上在1990年代收生質素下降，導致校園暴力等醜聞日增，而中一收生相應由三班暴跌至一班。因此，此校於2006年決定下年度停辦中一，並在三年後轉為高中學校。
然而，上述轉營計劃最終並未成事，而此校則於2009年8月正式停辦。

## 現時用途
育才中學（沙田）之校舍現為匯縱專業發展中心（馬鞍山），而學生紀錄則由教育局保存。

## 著名/傑出校友
育才中學舊生
- 因葵（1983年中五）：香港填詞人
- 雷有暉（1983年中五）：香港男歌手、太極樂隊成員
- 陳立業（1982年中五）：聯合國兒童基金會香港委員會總幹事，香港理工大學客座助理教授、謝瑞麟珠寶前執行董事兼副行政總裁及首席營運總監
- 江玉歡（1985年中五；1987年中七）：香港立法會議員[3]
- 姚君達（1986年中五）：米蘭站創辦人兼前主席
- 林寄韻：香港唱片騎師

育才中學（沙田）舊生
- 李文龍，MH：前灣仔區議會天后選區區議員
- 姚嘉俊：前沙田區議會愉欣選區區議員
- 梁家瑋：沙田區議會地區委員會議員
- 符思思（1999年中四）：2004年香港小姐季軍

## 外部連結
- 育才中學(沙田)官網
- 育才中學(沙田)校友網頁